# 轮唱

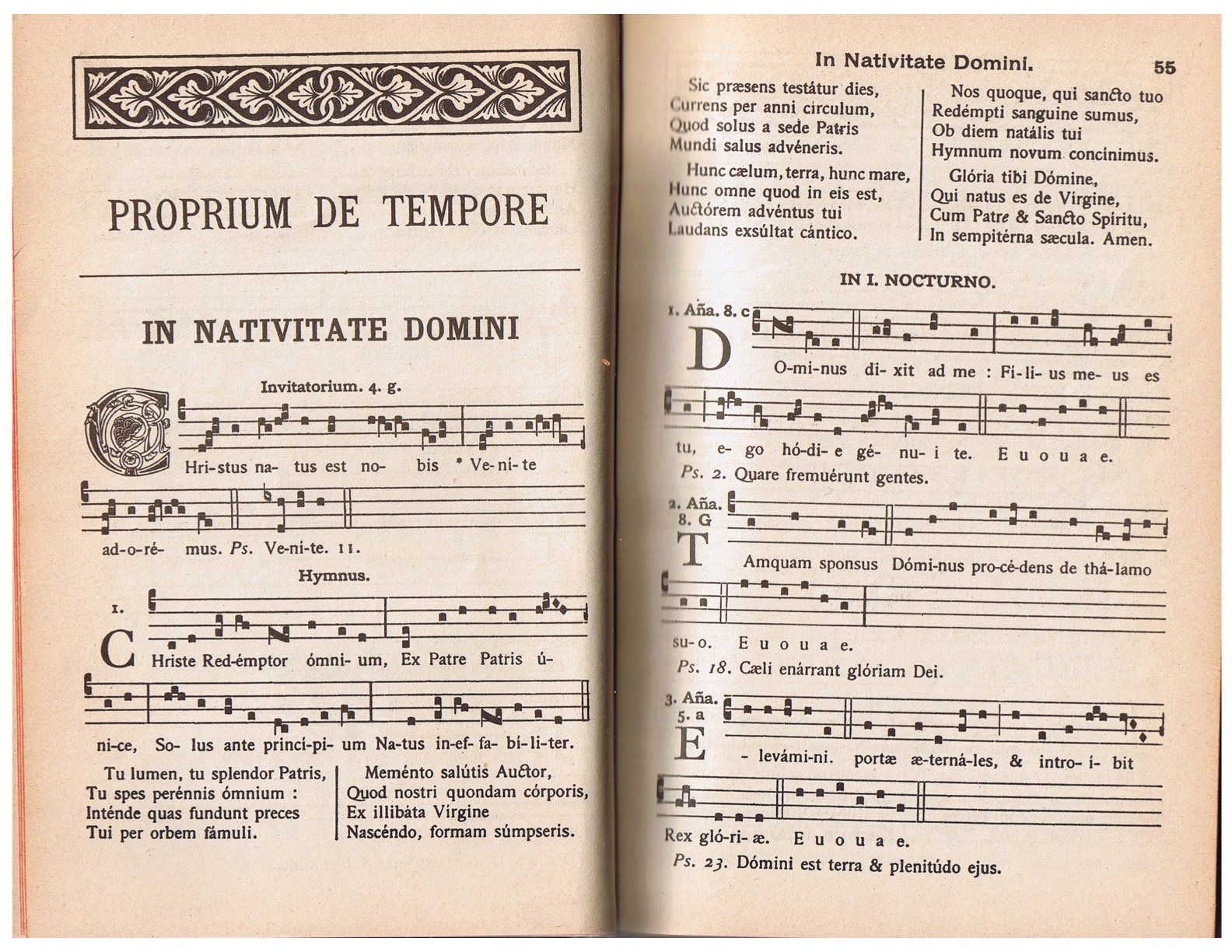
Liber responsorialis，右页展示了圣诞节黎明颂的轮唱。

轮唱（希臘語：ἀντίφωνον）是基督教礼仪中的一首简短颂歌，天主教譯為對經，以歌曲副歌的形式演唱。轮唱的歌词是诗篇。它们的形式受到安波羅修的青睐，在安布罗斯圣歌中占有突出的地位，但在额我略圣歌中也得到了广泛的应用。它们可能在入祭文、奉獻禮或弥撒中使用。它们也可以用于時辰禮儀中，通常用于曙光赞或黄昏赞中。
当圣歌由交替的经文组成（通常由领唱演唱），然后做出响应（通常由会众演唱）时，则需要有副歌。
较松散对轮唱的定义包括任何对唱方式的歌唱，例如科尔坦、船夫号子以及其他工作歌曲。对唱音乐是由两个合唱团在互动中表演的，通常交替演唱音乐片段。

## 起源
直到五世纪末，早期基督教的颂歌起源于猶太會堂 ，早期基督教徒从那里借用了赞美诗。使徒行传中有一些证据表明，早期的基督徒与当代犹太人的传统保持着密切的联系，例如使徒行传2:46-47指出「他们天天同心合意恒切的在殿里，且在家中擘饼，存着欢喜、诚实的心用饭，赞美神，得众民的喜爱。主将得救的人天天加给他们。」 索克拉蒂斯认为， 安條克的依納爵在看到两个天使合唱团的异象后，将轮唱带引入基督教。歌唱是犹太礼仪的一个要素，据信它在4世纪从诸如安条克的犹太人社区进入叙利亚和巴勒斯坦的修道院。
在拜占庭礼和亞美尼亞禮中，轮唱仍然是朝拜不可或缺的一部分。直到两个多世纪以后，这种习俗才成为拉丁禮教會的一部分。因对额我略圣歌的创作而闻名的安布罗斯和格里高利大帝被誉为「antiphonaries」。他们的轮唱作品，至今仍在罗马天主教堂使用。

## 复音奉献轮唱
复音奉献轮唱起源于14世纪的英国，其设定围绕纪念圣母玛利亚。直到 15 世纪末，英国作曲家将其扩展到了九个声部，其极大增加了音乐的复杂型和音域。最大的此类轮唱的作品集是 15 世纪末的伊顿公学合唱团。